# Scaunul lui Reniseneb

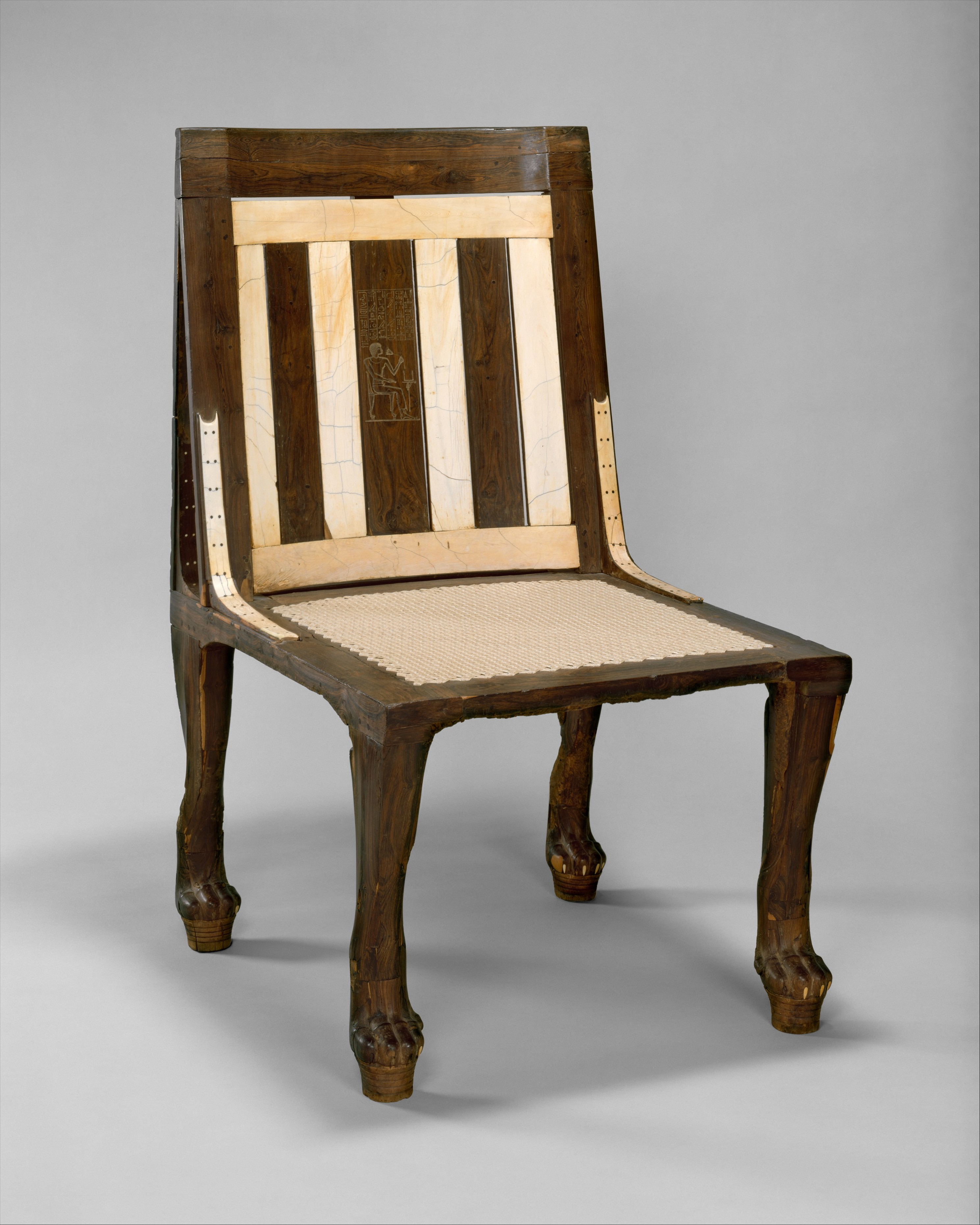
Scaunul lui Reniseneb

Scaunul lui Reniseneb este un scaun egiptean din lemn datat în secolul al XV-lea î.Hr. Scaunul, expus în prezent la Metropolitan Museum of Art, a aparținut scribului egiptean Reniseneb.

## Descriere
Scaunul a fost realizat în jurul anului 1450 î.Hr. în timpul domniei lui Tutmes al III-lea, al șaselea faraon al celei de-a XVIII-a dinastii din Egipt. Inscripțiile de pe scaun indică faptul că acesta a aparținut scribului Reniseneb (denumit și Reni-seneb sau Renyseneb). Scaunul este realizat din abanos și fildeș sculptat. Se crede că, inițial, scaunul era mai puțin detaliat decât este în prezent și că inscripții suplimentare au fost adăugate pe scaun la moartea lui Reniseneb. Scaunul este cel mai vechi (excluzând scaunele regale) scaun de acest stil care a supraviețuit din Egipt.
Șezutul scaunului este o reproducere realizată din trestie împletită, întrucât cel original s-a degradat de mult. O imagine a lui Reniseneb așezat pe un scaun similar este sculptată pe spătarul scaunului, iar picioarele acestuia au forma unor gheare de leu sculptate. Florile de lotus sunt, de asemenea, reprezentate pe fildeșul sculptat al scaunului, posibil datorită asocierii de către egipteni a florilor de lotus cu renașterea și vindecarea.